# Nueva Gerona
Nueva Gerona är en stad på den kubanska ön Isla de la Juventud. 47 468 invånare (2007).
Nueva Gerona ligger vid kusten på dem nordöstra delen av ön och korsas av den segelbara floden Río Las Casas och har färjetrafik till Surgidero de Batabanó på Kubas fastland. Staden grundades år 1830 av den spanska guvernören Francisco Dionisio Vives.
I utkanten av Nueva Gerona ligger det tidigare fängelset Presidio Modelo som nu är museum.